# Różanówka
Różanówka (niem. Rosenthal) – wieś w Polsce położona w województwie lubuskim, w powiecie nowosolskim, w gminie Siedlisko.
W latach 1975–1998 miejscowość administracyjnie należała do województwa zielonogórskiego.

## Historia
Pierwsza wzmianka o folwarku pochodzi z 1601 r. Od 1741 r. podlegała nowo powstałej parafii ewangelickiej w pobliskich Pięknych Kątach. W XIX w. specjalizowała się w hodowli owiec. Rozbudowana w latach 1850-1900, powstał m.in. szynowy system transportowy do Pięknych Kątów. W latach 30. XX w. powstało tu stanowisko bojowe, mające chronić Kanał Kopalnica, które zostało zamaskowane stodołą.